# Chinese Maritieme Douanedienst

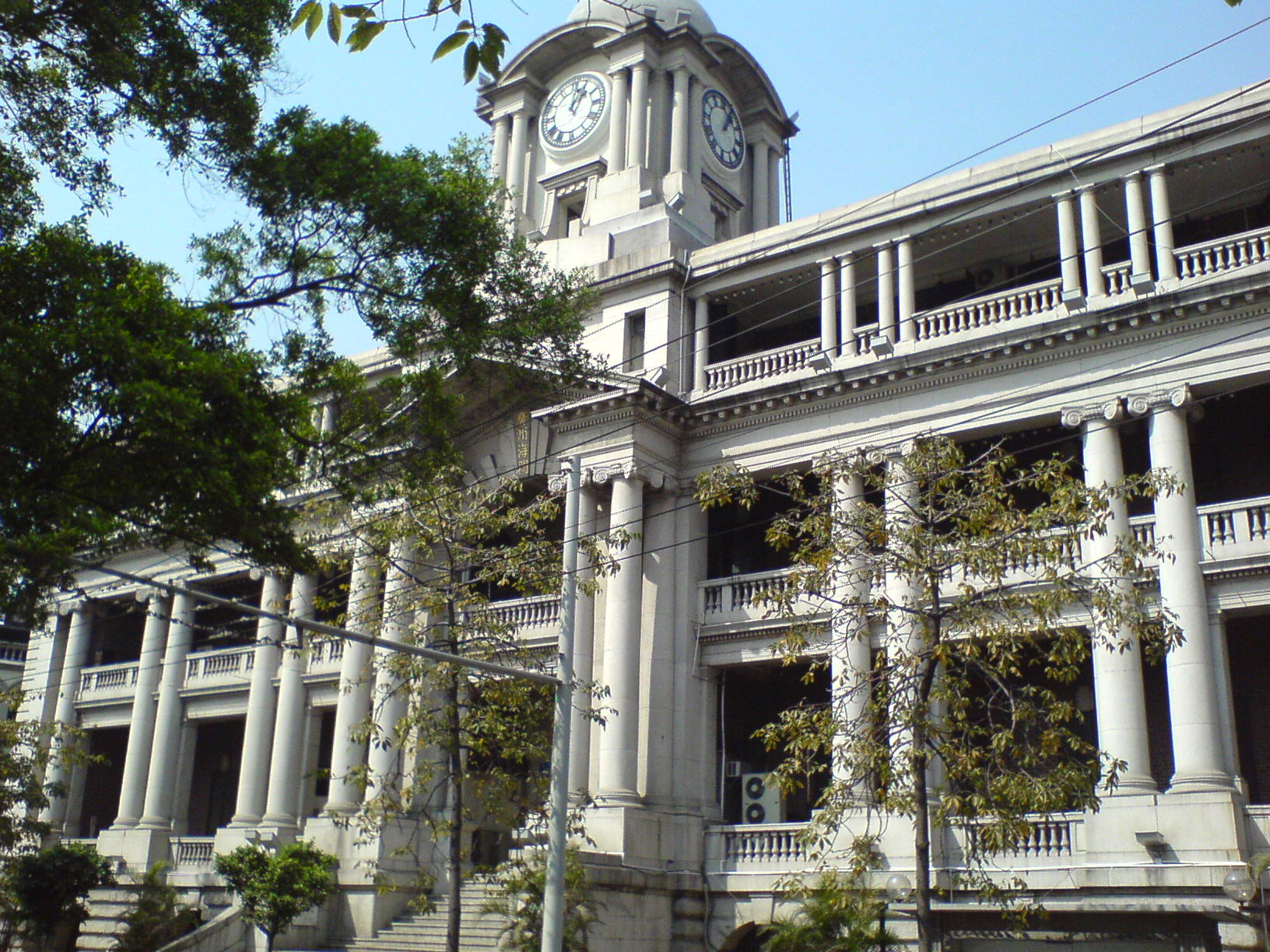
Douanekantoor in Kanton, gebouwd in 1914

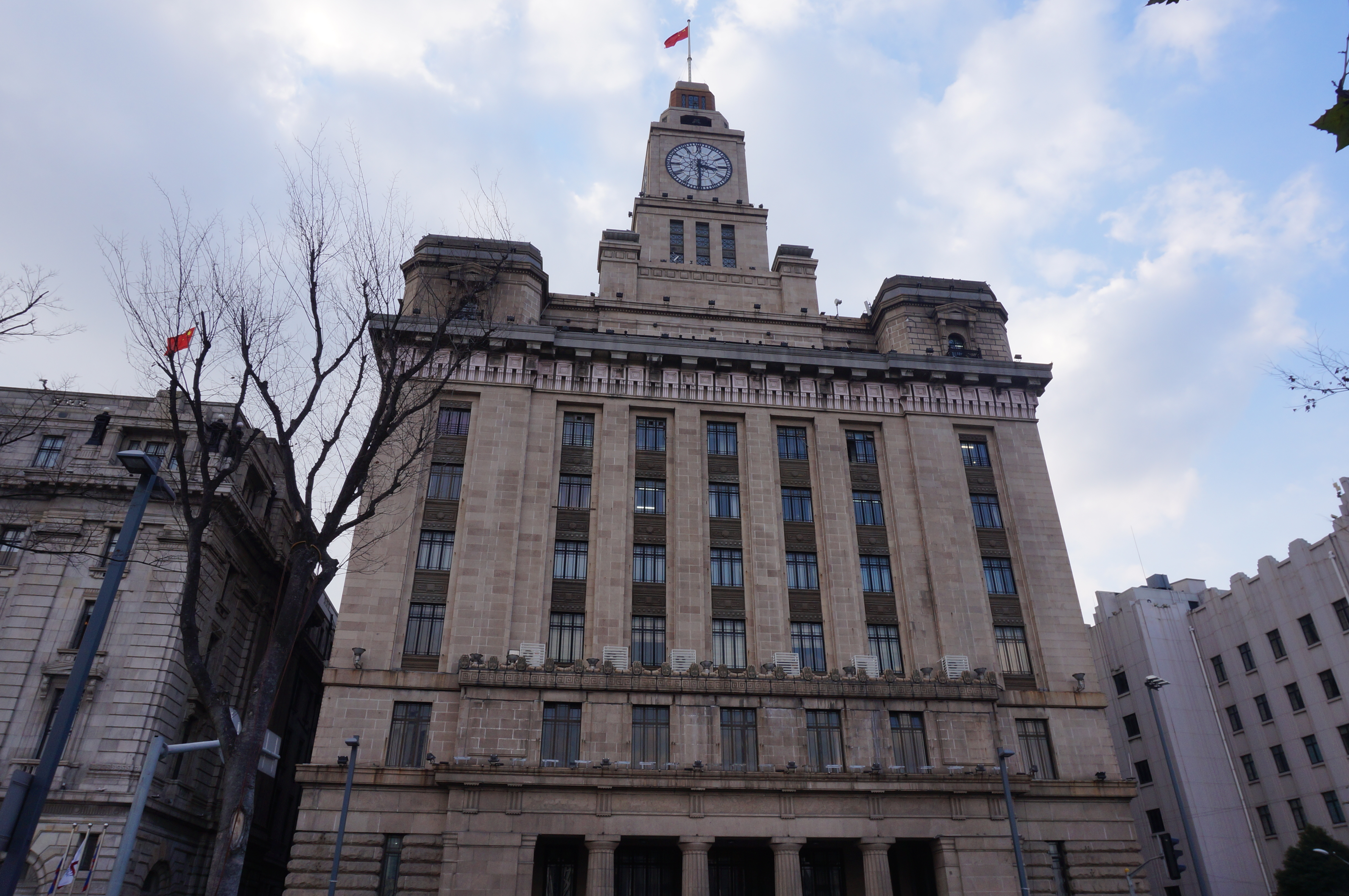
idem Shanghai (1927)

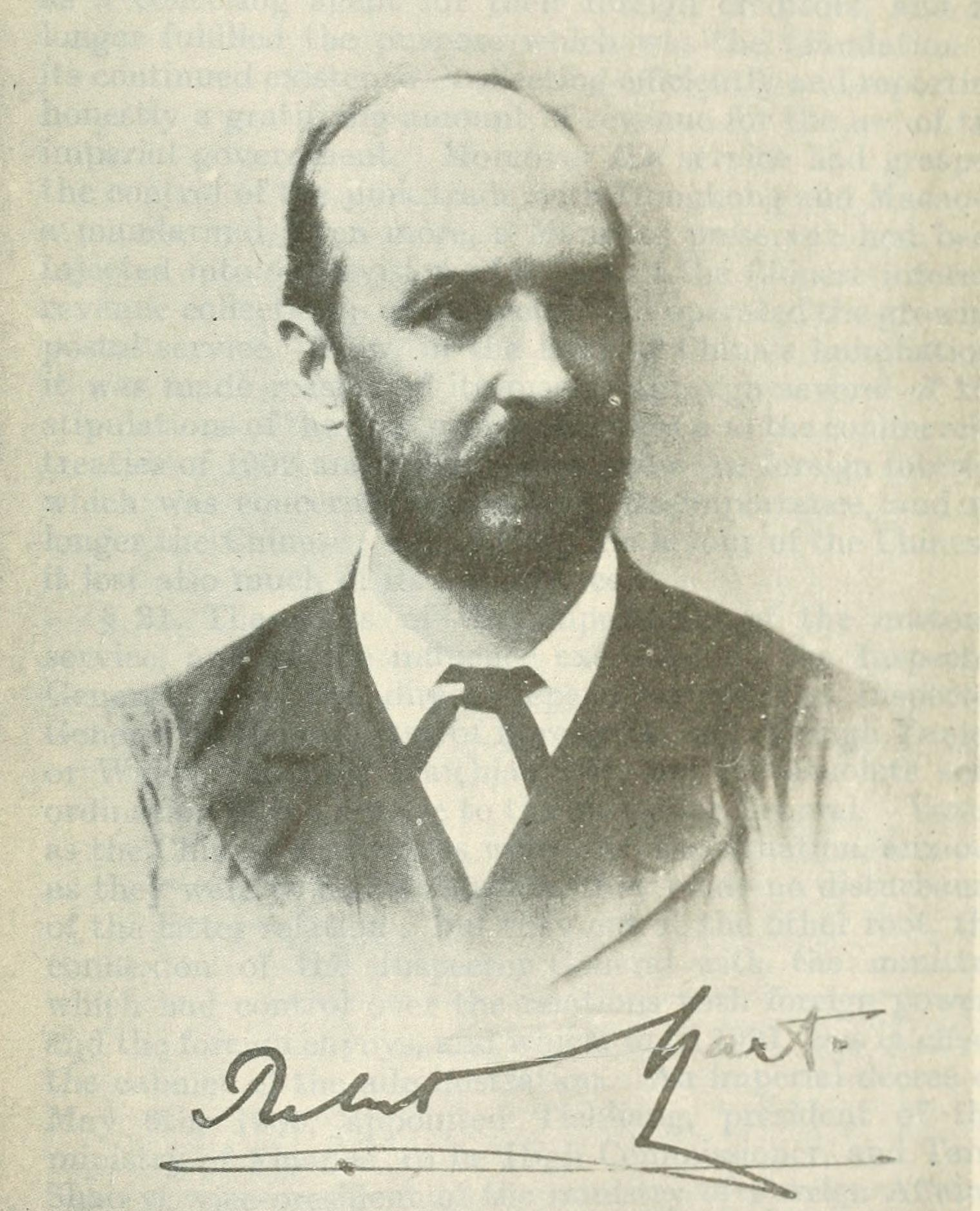
Inspecteur-generaal Hart in 1887

De Chinese Maritieme Douanedienst werd in 1854 opgericht. Na de machtsovername door de communisten in 1949 werd de dienst gesplitst in een dienst voor de Republiek China (Taiwan) en voor de Volksrepubliek China. Vanaf de oprichting in 1854 tot de ineenstorting van de Qing-dynastie in 1911 stond het agentschap bekend als de Keizerlijke Maritieme Douanedienst.

## Achtergrond
Voor de Eerste Opiumoorlog (1839-1842) was alle buitenlandse handel over zee geconcentreerd in de zuid-Chinese havenstad Kanton. Onder het Kantonsysteem was de Hoppo, de belangrijkste Chinese functionaris, verantwoordelijk voor de inning van de in- en uitvoerheffingen. In het vredesverdrag van Nanking werden vier andere Chinese havens ook opengesteld voor de overzeese handel. Verder werd de handel geliberaliseerd en waren de buitenlandse handelaren niet meer gebonden aan een select gezelschap van gespecialiseerde Chinese handelaren, de Hong of Cohong. De inning van belasting op de buitenlandse handel was door deze wijzigingen niet meer op de oude wijze mogelijk of efficiënt. Een nieuwe organisatie werd opgericht om de belastinginning te regelen, de Keizerlijke Maritieme Douanedienst.

## Activiteiten
De dienst is altijd door de Chinese centrale overheid gecontroleerd, maar werd grotendeels bemand door buitenlanders. De inspecteur-generaal van de dienst was ook een buitenlander, dit duurde tot 1950. Horatio Nelson Lay werd als eerste aangesteld in 1854. Hij werd in 1864 opgevolgd door Robert Hart (1835-1911). Hart bleef op deze positie tot 1911 en was zeer populair bij het Chinese hof. Hij was onkreukbaar en eiste dit ook van zijn personeel. Onder zijn beleid werd de dienst zeer efficiënt. De laatste inspecteur-generaal was de Amerikaan Lester Knox Little, hij was actief bij de dienst tussen 1943 en 1950. Na zijn vertrek kwamen de douanediensten in handen van Taiwan en de Volksrepubliek China.
In 1854 werd het eerste douanekantoor in Shanghai geopend, veruit de meest belangrijke haven in die tijd. De andere vier verdragshaven kregen kantoren tussen 1859-1862. Met het tekenen van nieuwe verdragen werden meer havens opengesteld en ook meer douanekantoren geopend.
Vooral onder Hart namen de verantwoordelijkheden snel toe. Nieuwe taken behelsden onder andere het binnenlands douanebeheer, postbezorging, haven- en waterwegbeheer en de verzorging van weerberichten voor de scheepvaart. Het regelde plaatsen waar zieke bemanningsleden in quarantaine werden gehouden. Voor de verbetering van de navigatie werden de Chinese kust en de Jangtsekiang in kaart gebracht en er kwamen vuurtorens om het veiligheid te verhogen. Voor het overzicht van alle activiteiten was er een statistisch bureau opgericht.
Het raakte ook betrokken bij de onderhandelingen met buitenlandse banken voor leningen. De inkomsten die de dienst incasseerde voor China waren aanzienlijk. Buitenlandse banken en overheden profiteerden hier ook van. Met de inkomsten werden leningen terugbetaald of herstelbetalingen, na een oorlog, voldaan. Verder vertegenwoordigde het ook China op meer dan 20 wereldtentoonstellingen, het leidde een aantal onderwijsinstellingen en voerde diplomatieke taken uit. 
De meeste buitenlandse personeelsleden waren Britten, maar er waren ook grote aantallen Duitse, Amerikaanse, Franse en later Japanse medewerkers. In 1895 telde de dienst 735 buitenlanders en 3471 Chinese medewerkers en in 1907 was dit gestegen naar 1387 en 12.389 respectievelijk. De promotie van Chinese staatsburgers naar hogere functies begon pas in 1929.

## Ontwikkelingen na 1911
Na de val van de Qing-dynastie werd in 1912 de naam gewijzigd in de Chinese Maritieme Douanedienst. Met de opkomst van nationalistische gevoelens in het land kwam de dienst, met buitenlandse bestuurders, meer onder druk te liggen. De inkomsten die het genereerde voor het land waren echter aanzienlijk, tussen 1929 en 1934 was ongeveer de helft van de Chinese staatsinkomsten afkomstig van de douanedienst. De Chinese machthebbers konden hier niet van buiten en voorzichtig optreden was geboden. In diezelfde periode ging 70-80% van de inkomsten op aan militaire zaken en betalingen aan het buitenland.
De Republiek China viel na de dood van Yuan Shikai in 1916 uit elkaar. Diverse militaire leiders namen een deel van het land in bezit en regeerden vooral uit eigenbelang. De verdeling van de inkomsten over de rechtmatige vertegenwoordigers van China leidde tot een probleem. Uit de douane-inkomsten werden eerst de kosten van de dienst zelf betaald, vervolgens werden er buitenlandse schulden mee afgelost of herstelbetalingen mee voldaan en het restant ging naar de Chinese regering. Dit probleem werd vooral door diplomaten opgelost, maar begin jaren dertig van de 20e eeuw nam de buitenlandse diplomatieke invloed af. Chiang Kai-shek had inmiddels grote delen van het land weer onder controle gebracht waardoor de verdeling van de gelden minder problematisch was geworden.
In 1932 werd Mantsjoekwo opgericht, een Japanse vazalstaat. De douanekantoren in deze regio werden overgenomen door Japan en de douane-inkomsten werden niet meer afgedragen. Hiermee verloor de douanedienst tussen de 12-18% van de inkomsten. De problemen namen verder toe na de start van de Tweede Chinees-Japanse Oorlog in 1937. Alle belangrijke Chinese havensteden werden bezet waardoor de buitenlandse handel ernstig werd gehinderd of de douane-inkomsten naar de Japanse bezettingsmacht vloeiden. Engelse diplomaten probeerden dit laatste nog te verhinderen. Zij wilden een deel van de inkomsten behouden voor de aflossing van buitenlandse schulden, maar een overeenkomst werd door de Chinese regering afgewezen. De schepen van de douanedienst werden gehinderd of in beslag genomen door de Japanse marine en bagger- en andere havenwerkzaamheden verhinderd. Het personeel werd geïntimideerd, sommigen geïnterneerd en zelfs inspecteur-generaal Maze werd in augustus 1942 gearresteerd en een maand gevangen gehouden. Tot slot nam de smokkel sterk toegenomen en de dienst was hier niet tegen opgewassen.
Na de Amerikaanse oorlogsverklaring aan Japan werd China binnen de geallieerden toebedeeld aan de Verenigde Staten. Na 50 jaar dienst bij de douane trad Maze in mei 1943 af en kwam er voor het eerst een niet-Brit aan het hoofd te staan, de Amerikaan Lester Knox Little. Na de Tweede Wereldoorlog werd nog een poging gedaan de dienst te herstellen, maar hier kwam weinig van terecht. Nationalisten en communisten vochten om de macht in het land. Na 1949 werd de douane activiteiten opnieuw opgezet door Taiwan en de Volksrepubliek China.

## Naslagwerken
- (en)  Hans van der Ven, Breaking with the Past: The Maritime Customs Service and the Global Origins of Modernity in China, Columbia University, 2014
- (en)  Donna Brunero, Britain's Imperial Cornerstone in China: The Chinese Maritime Customs Service, 1854-1949, Routledge, 2006